# Loxopholis hexalepis
Loxopholis hexalepis — вид ящірок родини гімнофтальмових (Gymnophthalmidae). Мешкає в Колумбії і Венесуелі.

## Поширення і екологія
Loxopholis hexalepis мешкають в середній частині басейну Ориноко на кордоні Колумбії (Вічада) і Венесуели (Амасонас, Болівар). Вони живуть у вологих і сухих тропічних лісах, серед опалого листя, а також в сезонно затоплюваних лісах, поблизу скель, на висоті від 60 до 700 м над рівнем моря. Відкладають яйця.